# Ormosia subdentifera
Ormosia subdentifera är en tvåvingeart som beskrevs av Alexander 1941. Ormosia subdentifera ingår i släktet Ormosia och familjen småharkrankar. Inga underarter finns listade i Catalogue of Life.